# Fleischmann (groupe)
Pour les articles homonymes, voir Fleischmann.
Fleischmann est un groupe allemand de heavy metal, originaire de Berlin. Fleischmann est pionnier dans un style appelé Neue Deutsche Härte (NDH), style au sein duquel des groupes comme Rammstein auront un grand succès. Leur style propre est une sorte de transition entre metal et NDH.

## Biographie
En 1986, Norbert Jackschenties a la permission de quitter la République démocratique allemande. Il était auparavant bassiste du groupe punk Aufruhr zur Liebe et chanteur pour Elektro Artists. Il emménage à Berlin-Ouest. Fleischmann est ensuite  formé en 1989 à Berlin, aux côtés de Bernd Jestram, Gerrit Schulz (basse) et Martin Leeder (batterie). Bernd Jestram quitte peu de temps après, en janvier 1990, le groupe en raison de divergences musicales, pour poursuivre son propre projet appelé Bleibeil,. Le groupe publie son premier single autofinancé intitulé Seewolf en 1991 avant de signer un contrat au label Noise Records. Il suit d'un premier album studio, intitulé Power of Limits, en 1992.
Le groupe publie un deuxième album studio, Fleischwolf, qui s'accompagne d'un autocollant avec le slogan Neue Deutsche Gitarrenpower – FLEISCHMANN ist tanzbare Wut. L'album se vend plutôt bien. Gerrit Schultz, cependant, décide de quitter le groupe, et est remplacé par Michael Hoffmann. Le troisième album Das Treibhaus se vend à 15 000 exemplaires immédiatement après sa publication, et atteitn la première place des classements du magazine Metal Hammer.
Après le succès de Das Treibhaus, le groupe attire l'intérêt de Sony Music qui le signe. Cependant, l'album qui suit, Hunger, ne répond pas aux attentes du label : le groupe décide d'adopter une musique plus adoucie que le Neue Deutsche Härte. Le groupe est aidé cet album par Farin Urlaub du groupe Die Ärzte, qui les assiste aux parties chorales. Malgré une campagne publicitaire et le tournage d'un clip de la chanson Ohne Traurigkeit par Jörg Buttgereit, l'album ne se vend qu'à 9 000 exemplaires. Sony se sépare alors du groupe. Beaucoup plus tard, Jackschenties souffrira de la maladie de Ménière, et décide, après une longue hospitalisation, de dissoudre le groupe.

## Membres
- Norbert Jackschenties - basse, chant (1989–1996)
- Martin Leeder - batterie, chant (1990–1996)
- Michael Hoffmann - guitare (1989–1996)
- Gerrit Schultz - basse, chant (1989–1993)

## Discographie
- 1991 : Seewolf (single)
- 1992 : Power of Limits
- 1993 : Fleischwolf
- 1994 : Das Treibhaus
- 1995 : Hunger (avec Farin Urlaub)
- 1995 : Ohne Traurigkeit (Single)